# Protohermes vitalisi
Protohermes vitalisi là một loài côn trùng trong họ Corydalidae thuộc bộ Megaloptera. Loài này được Navás miêu tả năm 1919.